# Dąb Chena
Dąb Chena (Quercus chenii Nakai) – gatunek roślin z rodziny bukowatych (Fagaceae Dumort.). Występuje naturalnie w Chinach – w prowincjach Anhui, Fujian, Henan, Hubei, Hunan, Jiangsu, Jiangxi, Szantung, Syczuan oraz Zhejiang. 

## Morfologia
PokrójZrzucające liście drzewo dorastające do 30 m wysokości. Kora ma szarą barwę.
LiścieBlaszka liściowa ma kształt od lancetowatego do owalnie lancetowatego. Mierzy 7–15 cm długości oraz 2–3,5 cm szerokości, jest ząbkowana na brzegu, ma klinową nasadę i spiczasty wierzchołek. Ogonek liściowy jest nagi i ma 5–15 mm długości.
OwoceOrzechy zwane żołędziami o elipsoidalnym kształcie, dorastają do 15–25 mm długości i 13–15 mm średnicy. Osadzone są pojedynczo w miseczkach w kształcie kubka, które mierzą 8 mm długości i 15 mm średnicy. Orzechy otulone są w miseczkach do 35% ich długości.

## Biologia i ekologia
Rośnie w lasach mieszanych. Występuje na wysokości do 600 m n.p.m. Kwitnie w kwietniu, natomiast owoce dojrzewają w październiku.